# 東経128度線
東経128度線（とうけい128どせん）は、本初子午線面から東へ128度の角度を成す経線である。北極点から北極海、アジア、太平洋、オーストラリア、インド洋、南極海、南極大陸を通過して南極点までを結ぶ。東経128度線は西経52度線と共に大円を形成する。

## 通過する国・地点
東経128度線は、北極点から南極点まで南に向かって以下の場所を通っている。
| 地理座標                                               | 国土・領土・領海 | 備考                                                                               |
| ------------------------------------------------------ | ---------------- | ---------------------------------------------------------------------------------- |
| 北緯90度0分 東経128度0分 / 北緯90.000度 東経128.000度  | 北極海           |                                                                                    |
| 北緯77度28分 東経128度0分 / 北緯77.467度 東経128.000度 | ラプテフ海       |                                                                                    |
| 北緯73度25分 東経128度0分 / 北緯73.417度 東経128.000度 | ロシア           | レナ川デルタを通過                                                                 |
| 北緯49度35分 東経128度0分 / 北緯49.583度 東経128.000度 | 中華人民共和国   | 黒龍江省 吉林省（北緯44度3分 東経128度0分 / 北緯44.050度 東経128.000度から）       |
| 北緯41度26分 東経128度0分 / 北緯41.433度 東経128.000度 | 北朝鮮           | 両江道 咸鏡南道                                                                    |
| 北緯40度3分 東経128度0分 / 北緯40.050度 東経128.000度  | 日本海           | 東朝鮮湾                                                                           |
| 北緯38度51分 東経128度0分 / 北緯38.850度 東経128.000度 | 北朝鮮           | 江原道                                                                             |
| 北緯38度19分 東経128度0分 / 北緯38.317度 東経128.000度 | 韓国             | 江原特別自治道 忠清北道 慶尚北道 忠清北道 慶尚北道 慶尚南道 - 本土、昌善島、南海島 |
| 北緯34度42分 東経128度0分 / 北緯34.700度 東経128.000度 | 東シナ海         |                                                                                    |
| 北緯27度5分 東経128度0分 / 北緯27.083度 東経128.000度  | 日本             | 伊平屋島                                                                           |
| 北緯27度3分 東経128度0分 / 北緯27.050度 東経128.000度  | 東シナ海         |                                                                                    |
| 北緯26度42分 東経128度0分 / 北緯26.700度 東経128.000度 | 日本             | 沖縄本島、屋我地島、沖縄本島                                                       |
| 北緯26度29分 東経128度0分 / 北緯26.483度 東経128.000度 | 太平洋           | フィリピン海                                                                       |
| 北緯26度24分 東経128度0分 / 北緯26.400度 東経128.000度 | 日本             | 伊計島                                                                             |
| 北緯26度23分 東経128度0分 / 北緯26.383度 東経128.000度 | 太平洋           | フィリピン海                                                                       |
| 北緯2度12分 東経128度0分 / 北緯2.200度 東経128.000度   | インドネシア     | ハルマヘラ島                                                                       |
| 北緯2度5分 東経128度0分 / 北緯2.083度 東経128.000度    | ハルマヘラ海     |                                                                                    |
| 北緯1度48分 東経128度0分 / 北緯1.800度 東経128.000度   | インドネシア     | ハルマヘラ島                                                                       |
| 北緯1度18分 東経128度0分 / 北緯1.300度 東経128.000度   | カオ湾           |                                                                                    |
| 北緯1度6分 東経128度0分 / 北緯1.100度 東経128.000度    | インドネシア     | ハルマヘラ島                                                                       |
| 北緯0度28分 東経128度0分 / 北緯0.467度 東経128.000度   | ハルマヘラ海     |                                                                                    |
| 南緯0度19分 東経128度0分 / 南緯0.317度 東経128.000度   | インドネシア     | ハルマヘラ島                                                                       |
| 南緯0度41分 東経128度0分 / 南緯0.683度 東経128.000度   | モルッカ海       |                                                                                    |
| 南緯1度31分 東経128度0分 / 南緯1.517度 東経128.000度   | インドネシア     | オビラ島（英語版）                                                                 |
| 南緯1度43分 東経128度0分 / 南緯1.717度 東経128.000度   | セラム海         |                                                                                    |
| 南緯3度4分 東経128度0分 / 南緯3.067度 東経128.000度    | インドネシア     | セラム島、アンボン島                                                               |
| 南緯3度46分 東経128度0分 / 南緯3.767度 東経128.000度   | バンダ海         |                                                                                    |
| 南緯8度9分 東経128度0分 / 南緯8.150度 東経128.000度    | インドネシア     | モア島                                                                             |
| 南緯8度15分 東経128度0分 / 南緯8.250度 東経128.000度   | ティモール海     |                                                                                    |
| 南緯14度34分 東経128度0分 / 南緯14.567度 東経128.000度 | オーストラリア   | 西オーストラリア州                                                                 |
| 南緯32度5分 東経128度0分 / 南緯32.083度 東経128.000度  | インド洋         | オーストラリア当局は当海域が南極海の一部である旨を主張している[1][2]               |
| 南緯60度0分 東経128度0分 / 南緯60.000度 東経128.000度  | 南極海           |                                                                                    |
| 南緯67度2分 東経128度0分 / 南緯67.033度 東経128.000度  | 南極大陸         | オーストラリア南極領土 - オーストラリアが領有権主張                                |